# Louis Claude de Saint-Martin
Louis Claude de Saint-Martin (Amboise, 18 gennaio 1743 – Aulnay-sous-Bois, 13 ottobre 1803) è stato un filosofo francese.

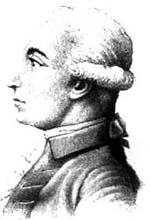
Louis Claude de Saint-Martin

Detto "il filosofo ignoto", fu un pensatore spiritualista che propose una lettura dei testi cristiani alla luce del neoplatonismo e della tradizione qabbalistica, mettendo l'accento sull'interiorità della ricerca mistica e rigettando la scolastica. Nel "Trattato delle Benedizioni" (uscito tra le opere postume) affermò esplicitamente la dottrina origeniana dell'apocatastasi, cioè della salvezza universale.  

## Biografia
Louis Claude de Saint-Martin nacque da una famiglia della piccola nobiltà, ad Amboise. Divenne avvocato ma non si interessò alla professione e preferì far carriera nell'esercito reale. Sottotenente a Bordeaux, si avvicinò all'esoterismo massonico, con la scelta di progredire in ascesi alla scuola del teosofo cristiano Martinez de Pasqually (il vero nome del cui casato, alicantino, era invece, come già rileva Menéndez y Pelayo, Martinez Pascual), la cui dottrina si presenta in veste d'eredità delle tradizioni segrete degli Ebrei (Kabbalah) e nulla deve all'ermetismo alessandrino come, del resto, all'antico Egitto faraonico, la cui Tradizione Saint Martin, nei suoi scritti, in esplicito riprova . Abbandonò l'esercito verso il 1771, per consacrarsi interamente a questo cammino iniziatico.
Tra il 1773 ed il 1774 dimorò a Lione presso Jean-Baptiste Willermoz (1730-1824), altro discepolo di Martinez che darà vita nel 1778 al Rito scozzese rettificato, adottato dalla massoneria fino ai nostri giorni. A Lione Saint-Martin scrisse la sua prima opera, Des erreurs et de la vérité, ou les Hommes rappelés aux principes de la science  (ED. IT.: "Degli Errori e della Verità", introduzione , traduzione e note di Ovidio La Pera; FirenzeLlibri , 2009) la quale se trae ispirazione in parte dagli insegnamenti di Pascual, nulla deve ancora alla teosofia cristica di Boehme.  Segue la Tableau naturel des rapports qui unissent Dieu, l'Homme et l'univers del 1782, ch'egli preparò in vista del Convento di Wilhelmsbad. Si distaccò dalla massoneria -ma non dalla Kabbalah, cui integra la saggezza di Boehme-, con una lettera in data 4 luglio 1790. In soggiorno a Strasburgo (1788-1791) strinse amicizia con Madame Charlotte de Böcklin che gli parlò con persuasione della teosofia di Jacob Böhme, di cui lui poi tradurrà, negli ultimi anni della propria vita, alcune opere.
Durante la Rivoluzione francese, si adattò, poiché costrettovi dal governo repubblicano, a fare turni di guardia al Tempio, prigione della famiglia reale.
Specie dopo il 1795, scrisse opere in affinità col pensiero di Böhme conciliandone gli insegnamenti con quelli del suo primo maestro Martinez.
Si spense il 13 ottobre 1803 ad Aulnay.

## Filosofia
Saint-Martin, rifacendosi all'insegnamento di Martinez de Pasqually, sosteneva che prima dell'inizio dei tempi Dio produsse per emanazione degli esseri spirituali, gli Angeli. Poi una parte di questi angeli cadde nel peccato e quindi Dio creò un universo per circoscrivere il male ed imprigionarvi gli angeli caduti. Nello stesso tempo creò l'uomo primordiale, l'Adam Qadmon, l'androgino.
Ma l'uomo, indotto in tentazione dagli angeli caduti, precipitò in quell'universo, rompendone l'armonia e dividendosi in maschio e femmina, divenendo mortale e soggetto a malattia.
Saint-Martin descrive lungamente le conseguenze della Caduta e, considerandone gli sviluppi, indica le vie attraverso cui l'uomo può rigenerare sé stesso. Saint-Martin ha la tendenza a fuggire il mondo, ma non si rifugia in una mistica pura, resta un insaziabile osservatore della natura integrando ogni nozione in un sistema teosofico, cosmogonico ed escatologico.

## Martinismo
Ispirandosi agl'insegnamenti di Louis Claude de Saint-Martin, nel 1888, l'esoterista francese Papus, al secolo Gérard Encausse, fonda l'Ordine Martinista, dando vita, di fatto, al Martinismo moderno, diffuso in tutto il mondo e presente anche in Italia. Tale orientamento, tuttavia, si è in molti casi allontanato dallo spirito e dai contenuti dell'insegnamento di Saint-Martin.